# تشارلي كارتر
تشارلي كارتر (7 أغسطس 1947 في المملكة المتحدة - ) (بالإنجليزية: Charlie Carter)‏ هو لاعب كريكت بريطاني. لعب مع نادي مقاطعة سومرست للكريكت ‏.